# Dusitan amylnatý
Dusitan amylnatý, nazývaný též amylnitrit, je chemická sloučenina funkčního vzorce C5H11ONO. Amylnitrit je ester kyseliny dusité a amylalkoholu. Má stejný sumární vzorec jako valin a nitropentan. Existuje ve formě několika izomerů, všechny však obsahují amylovou skupinu vázanou k nitritové funkční skupině. Podobně jako ostatní alkylnitrity vykazuje i amylnitrit u savců bioaktivní účinky.
Působí jako silný vazodilatátor, díky čemuž je používán v medicíně a jako rekreační droga.

## Názvosloví
Termínu „amylnitrit“ odpovídá několik strukturních isomerů. Nejběžnější forma amylnitritu (CH3)2CHCH2CH2ONO bývá přesněji (starším názvoslovím) nazývána isoamylnitrit. Pokud se amylový řetězec skládá z pěti atomů uhlíku seřazených za sebou (pentyl), je možno tento amylnitrit popsat vzorcem CH3[CH2]4ONO. Tento izomer býval označován jako n-amylnitrit, (n znamená normální).
Amylnitrit bývá často mylně zaměňován s amylnitrátem, sloučeninou s odlišným chemickým složením i účinky.

## Syntéza a reakce
Alkylnitrity je možno obecně připravit reakcí alkoholů s kyselinou dusitou:
C5H11OH + HONO → C5H11ONO + H2O
Reakce je analogií esterifikace. Vzniklý isoamylnitrit se rozkládá působením báze za vzniku dusitanu a isoamylalkoholu:
C5H11ONO + NaOH → C5H11OH + NaNO2
Amylnitrit podobně jako ostatní alkylnitrity reaguje s karbaniony za vzniku oximů.

## Fyziologické účinky
Amylnitrit, podobně jako ostatní alkylnitrity, je účinný vazodilatátor. Rozšiřuje cévy čímž způsobuje snížení krevního tlaku. K jeho účinkům patří snížení krevního tlaku, bolesti hlavy, zčervenání v oblasti obličeje, zvýšení frekvence srdečního tepu, točení hlavy a uvolnění hladkého svalstva. Vznik závislosti není znám. Symptomy předávkování jsou nevolnost, zvracení, hypotenze, hypoventilace, dyspnea (dechová nedostatečnost), a mdloby.
Působením amylnitritu také vzniká z krevního barviva hemoglobinu methemoglobin, který je schopen reagovat s kyanidy na nejedovatý kyanomethemoglobin. Amylnitrit je proto podáván jako antidotum při otravě kyanidy.

## Použití
Amylnitrit je v medicíně využíván pro léčbu příznaků ischemické choroby srdeční a jako protijed proti otravě kyanidy.
Je také často zneužíván jako rekreační inhalační droga způsobující euforii, sexuální touhu, malátnost, omámení bolesti hlavy, prudké snížení krevního tlaku a zvýšení tepové frekvence. Proto je nebezpečné kombinovat je se stimulanty. Slangový výraz je "poppers" z anglického poppers, napodobujícího zvuk při prasknutí skleněné trubičky. Základním účinkem látky je tvorba methemoglobinu, tedy snížení kapacity krve pro přenos kyslíku.
V Česku byl vyráběn pod názvem Amylium nitrosum Léčiva a byl balen ve skleněných zatavených trubičkách po 150 mg účinné látky, navléknutých v obalu z pevné látky, která umožňovala rozlomení trubičky holou rukou bez rizika poranění (látkový obal zůstal neporušen). Při otravě kyanidy se aplikoval inhalací v dávce jedna až dvě trubičky rozlomit do kapesníku a inhalovat. Podle potřeby bylo možno aplikaci opakovat asi za 5 minut.
Další přípravek stejného složení k tomuto účelu je Nitramyl (výrobce: Berco, 85,3 mg účinné látky). Přípravek by měl být dostupný v provozech, kde se s kyanidy pracuje, a i ve větších nemocnicích.
Příbuzné léčivo se stejnou indikací použití, ale pro nitrožilní podání, byl dusitan sodný (natrium nitrosum, natrii nitris), rovněž kdysi vyráběný v Léčivech.